# Ectobius aeoliensis
Ectobius aeoliensis är en kackerlacksart som beskrevs av Failla och Andre Messina 1974. Ectobius aeoliensis ingår i släktet Ectobius och familjen småkackerlackor. Inga underarter finns listade i Catalogue of Life.